# Traudl Oberhorner
Traudl Oberhorner (* 21. Februar 1936 in Felsberg, Österreich) ist eine deutsche Volksschauspielerin.

## Leben
Oberhorner spielte als Theaterschauspielerin seit den 1970er-Jahren in zahlreichen Lustspielen, Komödien und Volksstücken am Chiemgauer Volkstheater. Sie gehört dort seit ihrer Verpflichtung durch die Volksschauspielerin und damalige Intendantin Amsi Kern ununterbrochen zum festen Ensemble.
Oberhorner wirkte seit den 1990er-Jahren auch in zahlreichen Fernsehaufzeichnungen des Chiemgauer Volkstheaters mit, die vom Bayerischen Rundfunk produziert und im Bayerischen Fernsehen ausgestrahlt wurden. 1992 übernahm sie beim Chiemgauer Volkstheater die Rolle der Sternwirtin Mali in der Komödie Der Himmel auf Erden. 2000 verkörperte sie die Irma Wimmer, die Frau des Gemeinderats Wimmer, in dem Lustspiel Der Entenkrieg. 2007 war sie in dem Lustspiel Der Silvesterstar als reife Hilde Huber zu sehen, die sich noch einmal verliebt. 2009 spielte sie die Rolle der Frau Neubauer, die sich ungefragt bei ihren Nachbarn einnistet, in der Komödie A ganz normale Familie.
2009 wirkte sie als Moserin in dem Schwank Verhexte Hex aus der Fernsehreihe Der Komödienstadel mit.
Ab den 1980er-Jahren war Oberhorner außerdem regelmäßig im deutschen Fernsehen, hauptsächlich in Produktionen des Bayerischen Rundfunks, zu sehen, jedoch auch in Fernsehserien des ZDF. Oberhorner spielte in zahlreichen Fernsehserien mit; sehr häufig war sie dabei in Serien mit süddeutschem, oberbayerischen oder österreichischem Hintergrund eingesetzt, unter anderem in Die Hütte am See (1991), Im Schatten der Gipfel (1992), Forsthaus Falkenau, Die Rosenheim-Cops, Um Himmels Willen, oder in der Fernsehreihe Weißblaue Geschichten.
2002 war sie neben Sascha Hehn und Enzi Fuchs in der ZDF-Fernsehfilmreihe Wilder Kaiser zu sehen. 2004 und 2005 spielte sie an der Seite von Stephan Luca die Rolle der Großmutter Irmi Angerer in den ZDF-Fernsehfilmen Der Bergpfarrer und Der Bergpfarrer 2 – Heimweh nach Hohenau.
Traudl Oberhorner ist die Mutter der Schauspielerin Sabine Oberhorner. Sie lebt in München.

## Filmografie (Auswahl)
- 1979: Der Bürgermeister (1 Folge)
- 1983: Polizeiinspektion 1 (Fernsehserie; Folge: Opas Memoiren)
- 1984: Franz Xaver Brunnmayr (Fernsehserie; Folge: Das Palais)
- 1988: Meister Eder und sein Pumuckl (Fernsehserie, Folge: Das Segelboot)
- 1991: Die Hütte am See (Fernsehserie)
- 1992: Im Schatten der Gipfel (Fernsehserie)
- 1992: Marienhof (Fernsehserie)
- 1992–2015 Chiemgauer Volkstheater (Theateraufzeichnung, Auswahl)
  - 1992: Der Himmel auf Erden
  - 1992: Heiratsfieber
  - 1992: Kein Auskommen mit dem Einkommen
  - 1992: Das Prämienkind
  - 1992: Wer’s glaubt, wird seelig
  - 1993: So ein Zirkus
  - 1993: Zwei Tage Hochsaison
  - 1999: Der blaue Heinrich
  - 2007: Der Sylvesterstar
  - 2009: A ganz normale Familie
  - 2010: Der unvollkommene Schwiegersohn
  - 2010: Weil mir zwoa Spezi san
  - 2011: Handylust und Handyfrust
  - 2011 Der Narrenbacher Almabtrieb
  - 2011: Die Geburtstagsüberraschung
  - 2012: Ein verrücktes Seniorenhaus
  - 2014: Villa Serrano
- 1996: Forsthaus Falkenau (Fernsehserie)
- 2000: Tatort – Viktualienmarkt
- 2000: Forsthaus Falkenau (Fernsehserie; Folge: Sturm im Schutzwald)
- 2001: Das Schneeparadies (Fernsehfilm)
- 2002: Wilder Kaiser: Herzfieber (Fernsehfilm)
- 2002: Wilder Kaiser: Herzen in Gefahr (Fernsehfilm)
- 2004: Der Bergpfarrer (Fernsehfilm)
- 2005: Der Bergpfarrer 2 – Heimweh nach Hohenau (Fernsehfilm)
- 2006: Die Rosenheim-Cops (Fernsehserie; Folge: Erpresser leben gefährlich)
- 2009: Der Komödienstadel: Verhexte Hex (Theateraufzeichnung)
- 2009: Um Himmels Willen  (Fernsehserie; Folge: Duell der Giganten)
- 2010: Dahoam is Dahoam (Rolle: Waltraud Kern)